# اوهن شاپوال
اوهن شاپوال (اوکراینی: Євген Васильович Шаповал؛ زادهٔ ۱۶ اوت ۱۹۸۷) بازیکن فوتبال اهل اوکراین است.
از باشگاه‌هایی که در آن بازی کرده‌است می‌توان به باشگاه فوتبال متالورگ زاپروژیا و باشگاه فوتبال متالیست خارکوف اشاره کرد.